# Archieparquía de San Juan Bautista en Curitiba
La archieparquía de San Juan Bautista en Curitiba de los ucranianos (en latín: Archieparchia Sancti Ioannis Baptistae Curitiben(sis) Ucrainorum y en portugués: Arquieparquia de São João Batista em Curitiba dos Ucranianos) es una circunscripción eclesiástica greco-católica ucraniana de la Iglesia católica en Brasil, sede metropolitana de la provincia eclesiástica de San Juan Bautista en Curitiba. La archieparquía tiene al archieparca Valdomiro Koubetch, O.S.B.M. como su ordinario desde el 13 de diciembre de 2006.
En el Anuario Pontificio la Santa Sede usa el nombre São João Batista em Curitiba degli Ucraini. En el sitio web de la Iglesia greco-católica ucraniana el nombre utilizado es en ucraniano: Куритибська святого Івана Хрестителя.

## Territorio y organización

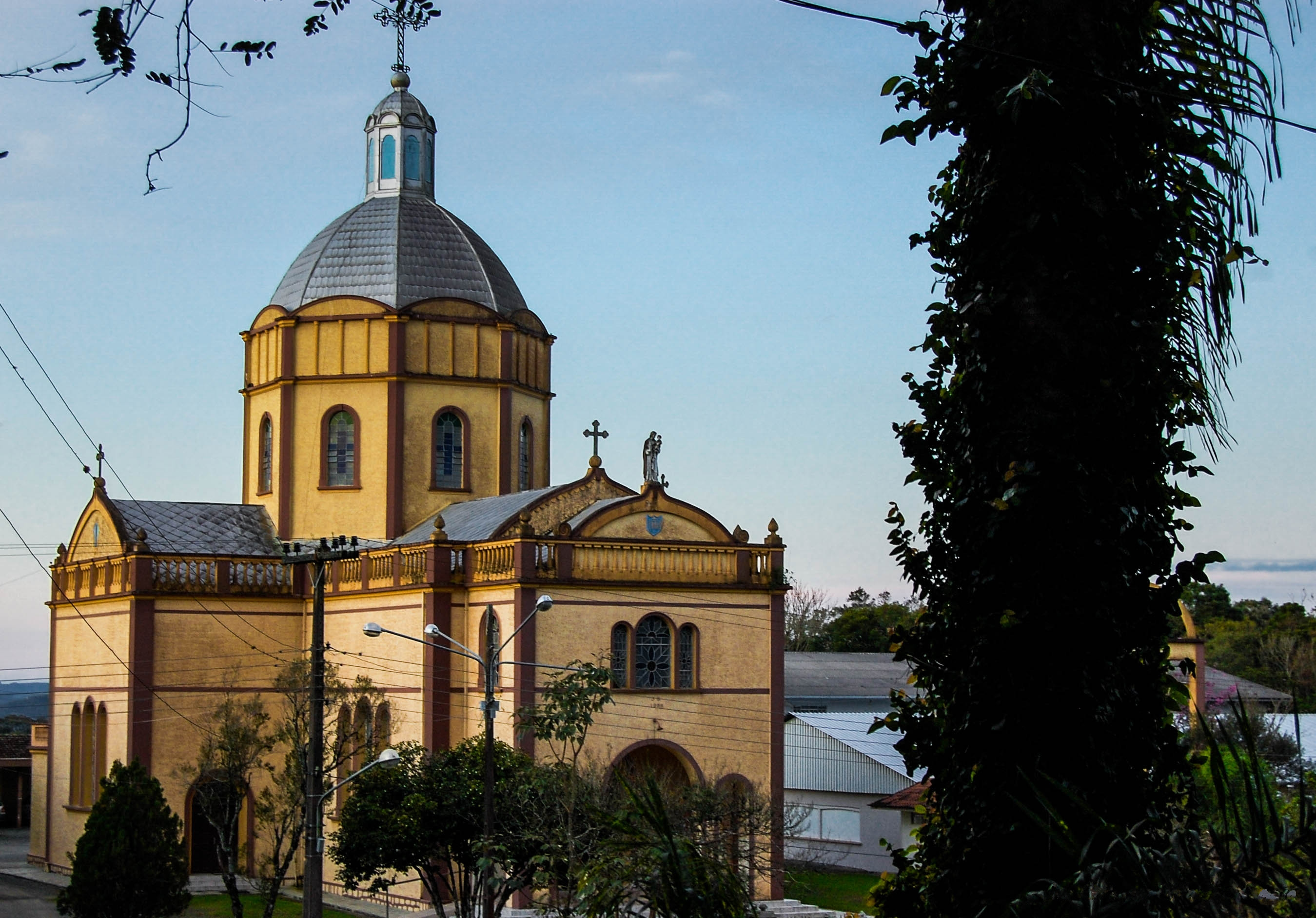
Iglesia de rito bizantino-ucraniano de la Sagrada Familia, en Iracema, Itaiópolis, Santa Catarina

La archieparquía extiende su jurisdicción sobre los fieles de rito bizantino greco-católico ucraniano residentes en los estados de Río Grande del Sur, Santa Catarina, São Paulo, Río de Janeiro, Espírito Santo, Minas Gerais, Goiás, Bahía, Tocantins, Sergipe, Alagoas, Pernambuco, Paraíba, Río Grande del Norte, Ceará, Piauí, Maranhão, el este del estado de Paraná y el Distrito Federal.
La sede de la archieparquía se encuentra en la ciudad de Curitiba, en donde se halla la Catedral de San Juan Bautista.
La archieparquía tiene como sufragánea a la eparquía de la Inmaculada Concepción en Prudentópolis de los ucranianos.
En 2020 en la archieparquía existían 16 parroquias: una en el estado de São Paulo, 2 en el de Santa Catarina (Iracema y Mafra) y 12 parroquias ubicadas en el estado de Paraná, contabilizando 96 comunidades:
- Nuestra Señora Inmaculada Concepción, de São Paulo, creada el 5 de junio de 1960;
- Administratura (cuasiparroquia) Inmaculada Concepción de Antônio Olinto, la primera capilla comenzó a construirse en 1902 y la atención regular comenzó en 1911;
- Administratura (cuasiparroquia) Niño Jesús de Canoinhas, comenzó a funcionar el 31 de octubre de 1967 y es  administratura desde 1982;
- Exaltación de la Cruz de Cruz Machado, tiene sede en Río das Antas, creada el 11 de abril de 1975;
- Catedral San Juan Bautista de Curitiba, creada el 17 de enero de 1963;[2]
- Nuestra Señora Auxiliadora de Martim Afonso, Curitiba, creada el 17 de diciembre de 1951;
- Santa Ana de Pinheirinho, Curitiba, creada el 23 de febrero de 1992;
- San José de Dorizon, creada el 20 de agosto de 1952;
- Sagrada Familia de Iracema, creada en 1903;
- Nuestra Señora del Perpetuo Socorro de Mafra, creada el 20 de agosto de 1972 como administratura y elevada a parroquia;
- Sagrado Corazón de Jesús de Mallet, fue creada como Curatus Ruthenorum de la diócesis de Curitiba en diciembre de 1907 y como parroquia el 27 de diciembre de 1941;
- Natividad de Nuestra Señora de Paulo Frontin, creada el 21 de agosto de 1952;
- Transfiguración de Nuestro Señor de Ponta Grossa, creada el 25 de enero de 1952;
- Nuestra Señora del Perpetuo Socorro de Reserva, creada el 24 de agosto de 2003;
- San Basilio Magno de União da Vitória, creada el 31 de julio de 1953.

## Historia

### Dependencia de obispos latinos
Los primeros inmigrantes ucranianos llegaron a Brasil en 1895 provenientes de las áreas austríacas de Ucrania occidental. Unas mil familias mayormente católicas se establecieron en la región de Mallet, específicamente en Río Claro, Dorizon, Serra do Tigre y otras colonias vecinas dentro de la diócesis de Curitiba. Los inmigrantes solicitaron sacerdotes al primado de la Iglesia greco-católica ucraniana y archieparca de Leópolis, quien atendió su solicitud. En abril de 1896 llegó el primer sacerdote, João Volíansky, en junio lo hizo Nicolau Michalevitch y en julio de 1896 llegó el padre Nicon Rosdolskey. El primer misionero de la orden de San Basilio Magno, el padre Silvestre Kizema, llegó a Curitiba el 21 de junio de 1897. El obispo latino de Curitiba decidió que los sacerdotes ucranianos casados solo podían ejercer en núcleos aislados de población ucraniana en su diócesis. Nuevas oleadas inmigratorias ocurrieron en las dos primeras décadas del siglo XX. La mayoría de ellos se estableció en los estados de Paraná y Santa Catarina. El 13 de mayo de 1926 fue creada la diócesis de Ponta Grossa, asumiendo su primer obispo -Antonio Mazzarotto- el 3 de mayo de 1930. La comunidad greco-católica quedó englobada en la nueva diócesis, dejando de depender del obispo de Curitiba. A principios de 1935 fue creado el Seminario São José de Prudentópolis, perteneciente a la orden de San Basilio Magno. En 1939 la diócesis recibió la vista de João Butchko, visitador apostólico y obispo auxiliar de la archieparquía de Leópolis. El 27 de diciembre de 1941 Mazzarotto elevó los 3 Curatus Ruthenorum existentes a parroquias: San Josafat de Prudentópolis (creado en 1904), Sagrado Corazón de Jesús de Mallet (creado en diciembre de 1907) y Sagrado Corazón de Jesús de Ivaí (creado en 1911). El 25 de enero de 1952 Mazzarotto creó la parroquia Transfiguración de Nuestro Señor de Ponta Grossa.
A fines de 1951 los fieles greco-católicos ucranianos de Brasil estaban dispersos en diócesis latinas: en el estado de Paraná estos fieles dependían de las diócesis de Curitiba, Ponta Grossa (4 parroquias ucranianas) y Jacarezinho y de las prelaturas territoriales de Palmas y de Foz do Iguaçu. En el estado de Santa Catarina dependían de la diócesis de Joinville y en el de São Paulo de la arquidiócesis de San Pablo. 

### Ordinariato para los fieles de rito oriental en Brasil
La creación del ordinariato para los fieles de rito oriental en Brasil tuvo lugar el 14 de noviembre de 1951 mediante el decreto Cum Fidelium del papa Pío XII. El ordinariato fue inaugurado el 11 de abril de 1952 y poco después el ordinario oriental y arzobispo de San Sebastián de Río de Janeiro, Jaime de Barros Câmara, designó a Clemente Preima como vicario general para los greco-católicos ucranianos en todo Brasil. El 10 de mayo de 1958 el papa Pío XII mediante la bula Qui Dei Voluntate nombró al ucraniano nacido en Leópolis, José Romão Martenetz, como obispo titular de Soldáia y auxiliar del ordinariato, estableciendo su sede en Curitiba. 

### Exarcado apostólico greco-católico ucraniano de Brasil
El 30 de mayo de 1962 el papa Juan XXIII designó a Martenetz primer exarca del exarcado apostólico greco-católico ucraniano de Brasil (Exarchatus Apostolicus pro fidelibus Ucrainis in Brasilia) por medio de la bula Qui Divini Consilio. El nuevo exarcado pasó a ser sufragáneo de la arquidiócesis de Curitiba.

Per has sub plumbo Litteras coetum Ucrainorum in Brasilia commorantium in formam Exarchatus Apostolici redigimus, metropolitanae Curitibensi Sedi, Ecclesiae suffraganeae instar, subiecti. Exarchatus huius Sedes sacrique Praesulis domicilium in civitate Curitibensi collocabitur, in qua urbe exarchale templum exsurget.

El 15 de octubre de 1962 el exarca Martenetz designó al presbítero Pedro Busko como pro-exarca.

### Eparquía de San Juan Bautista en Curitiba de los ucranianos
El 29 de noviembre de 1971 el papa Pablo VI, mediante la constitución apostólica Eius Vicarius erigió la eparquía de San Juan Bautista para los ucranianos católicos en Brasil con sede en Curitiba y sufragánea de la arquidiócesis latina de esa ciudad. El exarca José Romão Martenetz fue designado primer obispo eparca.

Quare, tum Episcoporum coetu Brasiliano, seu Conferentia, sententiam rogato, tum Apostolico Nuntio, Sacra denique Congregatione pro Ecclesiis Orientalibus, quid sentiret, apostolica Nostra potestate Exarchatum ilium ad gradum atque dignitatem Eparchiae evehimus, quae cognomine Eparchiae seu dioecesis Sancti Ioannis Baptistae Curitibensis Ucrainorum appellabitur, quaeque suffraganea constituetur metropolitanae Ecclesiae Curitibensis, donec provincia ecclesiastica Ucrainorum propria condatur. Eparchiae sedes erit in urbe Curitiba, in qua Eparchus domicilium suum collocabit, posita cathedra suae auctoritatis in templo quod ibi surgit.

El mismo día de creación de la eparquía el papa designó obispo coadjutor de la misma a Efraim Basílio Krevey mediante la bula Ut Curam Omnem. El 29 de julio de 1972 la eparquía fue inaugurada. A fallecer Pedro Busko el 14 de julio de 1980, el eparca designó el 23 de julio de 1980 a Valdomiro Haneiko como vicario general de la eparquía. El 20 de julio de 1998 el cargo pasó a Edílson Luiz Boiko. 

### Archieparquía de San Juan Bautista en Curitiba de los ucranianos
El 12 de mayo de 2014 la eparquía fue elevada al rango de sede metropolitana con la constitución apostólica Attenta deliberatione del papa Francisco y a la vez se redujo su territorio cediendo una porción para la erección de la eparquía de la Inmaculada Concepción en Prudentópolis de los ucranianos.

Attenta deliberatione Synodi Episcoporum Ecclesiae Graeco-Catholicae Ucrainae evehendi Eparchiam Sancti Ioannis Baptistae Curitibensem Ucrainorum in Brasilia degentium ad gradum Archieparchiae, perpensa petitione officiali Archiepiscopi Maioris atque audita faventi sententia Conferentiae Episcoporum Statuum Paranensis et Sanctae Catharinae in Brasilia necnon Legati Pontificii, Nos, Successor beati Petri et universalis Pater, audito Venerabili Fratre Nostro S.R.E. Cardinale Praefecto Congregationis pro Ecclesiis Orientalibus, memoratam Eparchiam Sancti Ioannis Baptistae Curitibensem Ucrainorum ad gradum Archieparchiae Metropolitanae evehimus. Huius quidem novae Archieparchiae tam titulus quam patronus uti hactenus servantur. Ecclesia Cathedralis efficitur Archieparchialis atque residentia Archiepiscopi et conclavia Curiae eadem in sede permanent. Omnes sacerdotes in Eparchiae territorio ministerium exercentes ipso facto Archieparchiae Metropolitanae incardinabuntur; simili modo seminarii alumni ex iisdem paroeciis provenientes novae circumscriptioni ascribentur.

## Estadísticas
De acuerdo al Anuario Pontificio 2021 la archieparquía tenía a fines de 2020 un total de 89 300 fieles bautizados.
| Año                                                                             | Población            | Población | Población      | Sacerdotes | Sacerdotes    | Sacerdotes    | Bautizados por sacerdote | Diáconos permanentes | Religiosos | Religiosos | Parroquias |
| Año                                                                             | Bautizados católicos | Total     | % de católicos | Total      | Clero secular | Clero regular | Bautizados por sacerdote | Diáconos permanentes | Varones    | Mujeres    | Parroquias |
| ------------------------------------------------------------------------------- | -------------------- | --------- | -------------- | ---------- | ------------- | ------------- | ------------------------ | -------------------- | ---------- | ---------- | ---------- |
| 1966                                                                            | 99 000               | ?         | ?              | 46         | 9             | 37            | 2152                     |                      | 88         | 382        | 15         |
| 1968                                                                            | 95 000               | 110 000   | 86.4           | 44         | 8             | 36            | 2159                     |                      | 65         | 432        | 13         |
| 1976                                                                            | 136 213              | ?         | ?              | 49         | 9             | 40            | 2779                     | 1                    | 63         | 323        | 17         |
| 1980                                                                            | 96 640               | ?         | ?              | 47         | 9             | 38            | 2056                     | 1                    | 64         | 397        | 18         |
| 1990                                                                            | 130 000              | ?         | ?              | 62         | 15            | 47            | 2096                     | 1                    | 88         | 453        | 21         |
| 1998                                                                            | 162 000              | ?         | ?              | 68         | 15            | 53            | 2382                     | 1                    | 91         | 436        | 25         |
| 1999                                                                            | 162 000              | ?         | ?              | 68         | 15            | 53            | 2382                     | 1                    | 91         | 436        | 25         |
| 2001                                                                            | 162 000              | ?         | ?              | 63         | 13            | 50            | 2571                     | 2                    | 89         | 446        | 22         |
| 2002                                                                            | 161 500              | ?         | ?              | 67         | 15            | 52            | 2410                     | 2                    | 89         | 458        | 22         |
| 2003                                                                            | 161 500              | ?         | ?              | 73         | 18            | 55            | 2212                     | 2                    | 92         | 460        | 22         |
| 2004                                                                            | 161 500              | ?         | ?              | 77         | 20            | 57            | 2097                     | 2                    | 96         | 456        | 23         |
| 2009                                                                            | 162 000              | ?         | ?              | 87         | 22            | 65            | 1862                     | 2                    | 86         | 485        | 23         |
| 2010                                                                            | 162 000              | ?         | ?              | 101        | 21            | 80            | 1603                     | 2                    | 102        | 464        | 23         |
| 2014                                                                            | 85 000               | ?         | ?              | 47         | 21            | 26            | 1808                     | 2                    | 39         | 170        | 26         |
| 2017                                                                            | 87 200               | ?         | ?              | 47         | 21            | 26            | 1855                     | 2                    | 39         | 170        | 26         |
| 2020                                                                            | 89 300               | ?         | ?              | 36         | 15            | 21            | 2480                     | 3                    | 35         | 133        | 16         |
| Fuente: Catholic-Hierarchy, que a su vez toma los datos del Anuario Pontificio. |                      |           |                |            |               |               |                          |                      |            |            |            |

## Episcopologio
- José Romão Martenetz, O.S.B.M. † (30 de mayo de 1962-10 de marzo de 1978 retirado)
- Efraím Basílio Krevey (Krevei), O.S.B.M. † (10 de marzo de 1978-13 de diciembre de 2006 retirado)
- Valdomiro Koubetch, O.S.B.M., por sucesión el 13 de diciembre de 2006